# 公路追击16
《公路追击16》是一款由特库摩制作的1981年街机游戏。Sun电子后改进至以《公路追击16 Turbo》的名称移植至FC游戏机。
玩家控制着一辆跑车，在被分割成16个房间的迷宫中行驶。游戏的目的是取得钱袋，钱袋分为红蓝两色，紅色钱袋会变成油渍(会让速度变慢)；赛车旗帜能讓敵人车辆变红，这时可以冲撞得分，但有时效，时间一到无论有无冲撞，敵人的车就会復原，燃料标志可给予玩家100的燃料。